# 2012 nos jogos eletrônicos
O ano de 2012 apresentou diversas sequências de jogos eletrônicos aclamados pela crítica, como Alan Wake, Assassin's Creed, Borderlands, Call of Duty, Counter-Strike, Darksiders, Dead or Alive, Diablo, Fable, Far Cry, Forza Motorsport, Halo, Hitman, Mario Party, Marvel vs. Capcom, Mass Effect, Max Payne, Medal of Honor, Need for Speed, Ninja Gaiden, PlanetSide, Pokémon, Prototype, Resident Evil, Silent Hill, Sniper Elite, Spec Ops, Super Mario, Tekken, The Darkness, Tom Clancy's Ghost Recon, Transformers, Trials e X-COM. Além disso, foram lançadas diversas novas propriedades intelectuais, como Asura's Wrath, Dishonored, Journey, Lollipop Chainsaw e Sleeping Dogs. Muitos prêmios foram dados a jogos como Borderlands 2, Far Cry 3, Journey, Mass Effect 3, The Walking Dead e XCOM: Enemy Unknown. Quanto a lançamentos de consoles, o ano começou com o portátil da Sony, o PlayStation Vita, e, no final do ano, ocorreu o lançamento mundial do console Wii U, da Nintendo, marcando o início da oitava geração de consoles de videogame.

## Eventos
| Mês      | Data(s) | Evento |
| -------- | ------- | --- |
| Março    | 5–9     | Game Developers Conference 2012 ocorre em San Francisco, Califórnia. |
| Abril    | 6–8     | PAX East 2012 ocorre no Centro de Convenções e Exibições de Boston. |
| Maio     | 2-5     | Korean e-Sports Association, Ongamenet, Blizzard Entertainment e GOM TV anunciam a introdução de StarCraft II: Wings of Liberty em competições profissionais na Coreia do Sul, com StarCraft: Brood War sendo completamente eliminado de campeonatos em outubro. |
| Junho    | 5–7     | E3 2012 ocorre no Centro de Convenções de Los Angeles. |
| Julho    | 7-9     | A série Metal Gear completa 25 anos. |
| Agosto   | 2–5     | QuakeCon 2012: A grande LAN party anual ocorre em Dallas, Texas. |
| Agosto   | 15–19   | Gamescom 2012 ocorre em Cologne, Alemanha. |
| Agosto   | 24-31   | A série Street Fighter completa 25 anos. |
| Setembro | 20-23   | Tokyo Game Show 2012 ocorre em Chiba, Japão. |
| Setembro | 26-29   | Eurogamer Expo 2012 ocorre no Earls Court, Londres. |
| Dezembro | 7-9     | Ocorre o Spike Video Game Awards. |
| Dezembro | 17-19   | A série Mega Man completa 25 anos. |

## Lançamentos de consoles
A lista de consoles lançados em 2012 na América do Norte.
| Mês       | Dia | Console                     |
| --------- | --- | --------------------------- |
| Fevereiro | 15  | PlayStation Vita            |
| Agosto    | 19  | Nintendo 3DS XL             |
| Novembro  | 18  | Wii U                       |
| Dezembro  | 7   | Wii mini (apenas no Canadá) |
| Dezembro  | 18  | Neo-Geo X                   |

## Lançamentos de jogos
A lista de jogos lançados em 2012 na América do Norte.
| Mês               | Dia | Título                                                      | Plataforma(s)                              |
| J A N E I R O     | 4   | Katawa Shoujo                                               | Win                                        |
| J A N E I R O     | 4   | NFL Blitz                                                   | PSN, XBLA                                  |
| J A N E I R O     | 10  | Choplifter HD                                               | Win                                        |
| J A N E I R O     | 11  | Amy                                                         | XBLA                                       |
| J A N E I R O     | 12  | Run Roo Run                                                 | iOS                                        |
| J A N E I R O     | 17  | Amy                                                         | PSN                                        |
| J A N E I R O     | 17  | Dustforce                                                   | Win                                        |
| J A N E I R O     | 18  | Caverns of Minos                                            | iOS                                        |
| J A N E I R O     | 18  | Haunt                                                       | XBLA                                       |
| J A N E I R O     | 19  | Sonic the Hedgehog 4: Episode I                             | Win                                        |
| J A N E I R O     | 19  | Sonic the Hedgehog CD                                       | Win                                        |
| J A N E I R O     | 25  | Oil Rush                                                    | Win, Linux, Mac                            |
| J A N E I R O     | 25  | Puddle                                                      | XBLA                                       |
| J A N E I R O     | 25  | SOL: Exodus                                                 | Win                                        |
| J A N E I R O     | 26  | Dead Block                                                  | Win                                        |
| J A N E I R O     | 26  | Mutant Mudds                                                | 3DS eShop                                  |
| J A N E I R O     | 26  | Tropico 3: Gold Edition                                     | Mac                                        |
| J A N E I R O     | 27  | King Arthur II: The Role-playing Wargame                    | Win                                        |
| J A N E I R O     | 30  | Call of Cthulhu: The Wasted Land                            | iOS                                        |
| J A N E I R O     | 31  | Puddle                                                      | PSN                                        |
| J A N E I R O     | 31  | Final Fantasy XIII-2                                        | PS3, X360                                  |
| J A N E I R O     | 31  | NeverDead                                                   | PS3, X360                                  |
| J A N E I R O     | 31  | Soulcalibur V                                               | PS3, X360                                  |
| F E V E R E I R O | 2   | Mortal Kombat: Arcade Kollection                            | Win                                        |
| F E V E R E I R O | 2   | PixelJunk Eden                                              | Win                                        |
| F E V E R E I R O | 3   | The Simpsons Arcade Game                                    | XBLA                                       |
| F E V E R E I R O | 7   | The Darkness II                                             | Win, PS3, X360                             |
| F E V E R E I R O | 7   | Gotham City Impostors                                       | Win, PSN                                   |
| F E V E R E I R O | 7   | Jak and Daxter Collection                                   | PS3                                        |
| F E V E R E I R O | 7   | Kingdoms of Amalur: Reckoning                               | Win, PS3, X360                             |
| F E V E R E I R O | 7   | Resident Evil: Revelations                                  | 3DS                                        |
| F E V E R E I R O | 7   | Shank 2                                                     | Win, PSN                                   |
| F E V E R E I R O | 7   | The Simpsons Arcade Game                                    | PSN                                        |
| F E V E R E I R O | 8   | Gotham City Impostors                                       | XBLA                                       |
| F E V E R E I R O | 8   | Shank 2                                                     | XBLA                                       |
| F E V E R E I R O | 9   | Jagged Alliance: Back in Action                             | Win                                        |
| F E V E R E I R O | 13  | Rhythm Heaven Fever                                         | Wii                                        |
| F E V E R E I R O | 14  | BlazBlue: Continuum Shift Extend                            | PS3, X360, PSVita                          |
| F E V E R E I R O | 14  | Crusader Kings II                                           | Win                                        |
| F E V E R E I R O | 14  | Grand Slam Tennis 2                                         | PS3, X360                                  |
| F E V E R E I R O | 14  | Mario & Sonic at the London 2012 Olympic Games              | 3DS                                        |
| F E V E R E I R O | 14  | Tales of the Abyss                                          | 3DS                                        |
| F E V E R E I R O | 14  | Tekken 3D: Prime Edition                                    | 3DS                                        |
| F E V E R E I R O | 14  | Twisted Metal                                               | PS3                                        |
| F E V E R E I R O | 14  | UFC Undisputed 3                                            | PS3, X360                                  |
| F E V E R E I R O | 14  | Worms Ultimate Mayhem                                       | PSN                                        |
| F E V E R E I R O | 15  | Asphalt: Injection                                          | PSVita                                     |
| F E V E R E I R O | 15  | Dear Esther                                                 | Win, Mac                                   |
| F E V E R E I R O | 15  | F1 2011                                                     | PSVita                                     |
| F E V E R E I R O | 15  | Little Deviants                                             | PSVita                                     |
| F E V E R E I R O | 15  | Michael Jackson: The Experience                             | PSVita                                     |
| F E V E R E I R O | 15  | Rayman Origins                                              | PSVita                                     |
| F E V E R E I R O | 15  | Uncharted: Golden Abyss                                     | PSVita                                     |
| F E V E R E I R O | 15  | Warp                                                        | XBLA                                       |
| F E V E R E I R O | 16  | Alan Wake                                                   | Win                                        |
| F E V E R E I R O | 21  | Asura's Wrath                                               | PS3, X360                                  |
| F E V E R E I R O | 21  | Cliff Diving                                                | PSVita                                     |
| F E V E R E I R O | 21  | Metal Gear Solid: Snake Eater 3D                            | 3DS                                        |
| F E V E R E I R O | 21  | Syndicate                                                   | Win, PS3, X360                             |
| F E V E R E I R O | 21  | Tales from Space: Mutant Blobs Attack                       | Win, Mac, PSVita                           |
| F E V E R E I R O | 21  | WWE WrestleFest                                             | iOS                                        |
| F E V E R E I R O | 22  | Alan Wake's American Nightmare                              | XBLA                                       |
| F E V E R E I R O | 22  | Army Corps of Hell                                          | PSVita                                     |
| F E V E R E I R O | 22  | Ben 10: Galactic Racing                                     | PSVita                                     |
| F E V E R E I R O | 22  | Dillon's Rolling Western                                    | 3DS                                        |
| F E V E R E I R O | 22  | Dungeon Hunter: Alliance                                    | PSVita                                     |
| F E V E R E I R O | 22  | Dynasty Warriors Next                                       | PSVita                                     |
| F E V E R E I R O | 22  | Escape Plan                                                 | PSVita                                     |
| F E V E R E I R O | 22  | Hot Shots Golf: World International                         | PSVita                                     |
| F E V E R E I R O | 22  | FIFA Football                                               | PSVita                                     |
| F E V E R E I R O | 22  | Hustle Kings                                                | PSVita                                     |
| F E V E R E I R O | 22  | Lumines: Electronic Symphony                                | PSVita                                     |
| F E V E R E I R O | 22  | ModNation Racers: Road Trip                                 | PSVita                                     |
| F E V E R E I R O | 22  | Ninja Gaiden Sigma Plus                                     | PSVita                                     |
| F E V E R E I R O | 22  | Plants vs. Zombies                                          | PSVita                                     |
| F E V E R E I R O | 22  | Shinobido 2: Revenge of Zen                                 | PSVita                                     |
| F E V E R E I R O | 22  | Super Stardust Delta                                        | PSVita                                     |
| F E V E R E I R O | 22  | Touch My Katamari                                           | PSVita                                     |
| F E V E R E I R O | 22  | Ultimate Marvel vs. Capcom 3                                | PSVita                                     |
| F E V E R E I R O | 22  | Virtua Tennis 4: World Tour Edition                         | PSVita                                     |
| F E V E R E I R O | 22  | Wipeout 2048                                                | PSVita                                     |
| F E V E R E I R O | 23  | Wargame: European Escalation                                | Win                                        |
| F E V E R E I R O | 24  | Gridrunner iOS                                              | iOS                                        |
| F E V E R E I R O | 27  | PokéPark 2: Wonders Beyond                                  | Wii                                        |
| F E V E R E I R O | 27  | Zombies, Run!                                               | iOS                                        |
| F E V E R E I R O | 28  | Auditorium                                                  | Win, Mac                                   |
| F E V E R E I R O | 28  | Binary Domain                                               | PS3, X360                                  |
| F E V E R E I R O | 28  | Hyperdimension Neptunia Mk2                                 | PS3                                        |
| F E V E R E I R O | 28  | Mortal Kombat: Komplete Edition                             | PS3, X360                                  |
| F E V E R E I R O | 28  | Shin Megami Tensei: Devil Survivor 2                        | NDS                                        |
| F E V E R E I R O | 28  | SSX                                                         | PS3, X360                                  |
| F E V E R E I R O | 29  | Microsoft Flight                                            | Win                                        |
| F E V E R E I R O | 29  | Nexuiz                                                      | XBLA                                       |
| F E V E R E I R O | 29  | Wakfu                                                       | Win, Linux, Mac                            |
| M A R Ç O         | 1   | Deep Black: Reloaded                                        | Win                                        |
| M A R Ç O         | 1   | The Simpsons: Tapped Out                                    | iOS                                        |
| M A R Ç O         | 1   | Vessel                                                      | Win                                        |
| M A R Ç O         | 6   | Blades of Time                                              | PS3, X360                                  |
| M A R Ç O         | 6   | Crush 3D                                                    | 3DS                                        |
| M A R Ç O         | 6   | Lego Harry Potter: Years 5–7                                | PSVita                                     |
| M A R Ç O         | 6   | Major League Baseball 2K12                                  | Win, PS3, X360, Wii, PS2, PSP, NDS         |
| M A R Ç O         | 6   | Mass Effect 3                                               | Win, PS3, X360                             |
| M A R Ç O         | 6   | Mass Effect: Infiltrator                                    | iOS, Android                               |
| M A R Ç O         | 6   | MLB 12: The Show                                            | PS3, PSVita                                |
| M A R Ç O         | 6   | MotorStorm: RC                                              | PS3, PSVita                                |
| M A R Ç O         | 6   | The Sims 3: Showtime                                        | Win, Mac                                   |
| M A R Ç O         | 6   | Stacking                                                    | Win                                        |
| M A R Ç O         | 6   | Street Fighter X Tekken                                     | PS3, X360                                  |
| M A R Ç O         | 6   | Unit 13                                                     | PSVita                                     |
| M A R Ç O         | 7   | I Am Alive                                                  | XBLA                                       |
| M A R Ç O         | 11  | Mario Party 9                                               | Wii                                        |
| M A R Ç O         | 13  | Birds of Steel                                              | PS3, X360                                  |
| M A R Ç O         | 13  | FIFA Street                                                 | PS3, X360                                  |
| M A R Ç O         | 13  | Journey                                                     | PSN                                        |
| M A R Ç O         | 13  | Naruto Shippuden: Ultimate Ninja Storm Generations          | PS3, X360                                  |
| M A R Ç O         | 13  | Reality Fighters                                            | PSVita                                     |
| M A R Ç O         | 13  | Ridge Racer                                                 | PSVita                                     |
| M A R Ç O         | 13  | Shoot Many Robots                                           | PSN                                        |
| M A R Ç O         | 13  | Silent Hill: Downpour                                       | PS3, X360                                  |
| M A R Ç O         | 13  | Tales of Graces ƒ                                           | PS3                                        |
| M A R Ç O         | 13  | Warp                                                        | Win, PSN                                   |
| M A R Ç O         | 13  | Yakuza: Dead Souls                                          | PS3                                        |
| M A R Ç O         | 14  | Shoot Many Robots                                           | XBLA                                       |
| M A R Ç O         | 15  | Chaos Rings II                                              | iOS                                        |
| M A R Ç O         | 15  | Dungeon Defenders                                           | Mac                                        |
| M A R Ç O         | 19  | Ys: The Oath in Felghana                                    | Win                                        |
| M A R Ç O         | 20  | Armored Core V                                              | PS3, X360                                  |
| M A R Ç O         | 20  | Ninja Gaiden 3                                              | PS3, X360                                  |
| M A R Ç O         | 20  | Resident Evil: Operation Raccoon City                       | PS3, X360                                  |
| M A R Ç O         | 20  | Silent Hill HD Collection                                   | PS3, X360                                  |
| M A R Ç O         | 20  | Sumioni: Demon Arts                                         | PSVita                                     |
| M A R Ç O         | 20  | Warriors Orochi 3                                           | PS3                                        |
| M A R Ç O         | 21  | Mutant Storm Reloaded                                       | Win                                        |
| M A R Ç O         | 21  | Sine Mora                                                   | XBLA                                       |
| M A R Ç O         | 22  | Angry Birds Space                                           | Win, Mac, iOS                              |
| M A R Ç O         | 23  | Kid Icarus: Uprising                                        | 3DS                                        |
| M A R Ç O         | 23  | Rayman 3 HD                                                 | PSN, XBLA                                  |
| M A R Ç O         | 23  | Total War: Shogun 2 – Fall of the Samurai                   | Win                                        |
| M A R Ç O         | 27  | Capcom Digital Collection                                   | X360                                       |
| M A R Ç O         | 27  | Closure                                                     | PSN                                        |
| M A R Ç O         | 27  | Gettysburg: Armored Warfare                                 | Win                                        |
| M A R Ç O         | 27  | Ridge Racer Unbounded                                       | Win, PS3, X360                             |
| M A R Ç O         | 27  | Supremacy MMA: Unrestricted                                 | PSVita                                     |
| M A R Ç O         | 27  | Tiger Woods PGA Tour 13                                     | PS3, X360                                  |
| M A R Ç O         | 27  | Tropico 4: Modern Times                                     | X360                                       |
| M A R Ç O         | 27  | Warriors Orochi 3                                           | X360                                       |
| M A R Ç O         | 28  | Wrecked: Revenge Revisited                                  | PSN, XBLA                                  |
| M A R Ç O         | 29  | BioShock 2                                                  | Mac                                        |
| M A R Ç O         | 29  | Rayman Origins                                              | Win                                        |
| M A R Ç O         | 30  | South Park: Tenorman's Revenge                              | XBLA                                       |
| M A R Ç O         | 31  | Trine 2                                                     | Linux                                      |
| A B R I L         | 3   | Blacklight: Retribution                                     | Win                                        |
| A B R I L         | 3   | Devil May Cry: HD Collection                                | PS3, X360                                  |
| A B R I L         | 3   | I Am Alive                                                  | PSN                                        |
| A B R I L         | 3   | Kinect Star Wars                                            | X360                                       |
| A B R I L         | 4   | Diabolical Pitch                                            | XBLA                                       |
| A B R I L         | 5   | Bug Princess 2                                              | iOS                                        |
| A B R I L         | 5   | Confrontation                                               | Win                                        |
| A B R I L         | 6   | Anomaly: Warzone Earth                                      | XBLA                                       |
| A B R I L         | 6   | Shoot Many Robots                                           | Win                                        |
| A B R I L         | 6   | Xenoblade Chronicles                                        | Wii                                        |
| A B R I L         | 10  | Naval War: Arctic Circle                                    | Win                                        |
| A B R I L         | 10  | Skullgirls                                                  | PSN                                        |
| A B R I L         | 10  | The Pinball Arcade                                          | PS3, PSVita                                |
| A B R I L         | 10  | Treasures Of Montezuma: Blitz                               | PSVita                                     |
| A B R I L         | 11  | Avernum: Escape from the Pit                                | Win                                        |
| A B R I L         | 11  | Burnout Crash!                                              | iOS                                        |
| A B R I L         | 11  | Skullgirls                                                  | XBLA                                       |
| A B R I L         | 12  | Men of War: Condemned Heroes                                | Win                                        |
| A B R I L         | 12  | Tribes: Ascend                                              | Win                                        |
| A B R I L         | 13  | Fez                                                         | XBLA                                       |
| A B R I L         | 13  | Spirit Camera: The Cursed Memoir                            | 3DS                                        |
| A B R I L         | 16  | Superbrothers: Sword & Sworcery EP                          | Win                                        |
| A B R I L         | 17  | Disgaea 3: Absence of Detention                             | PSVita                                     |
| A B R I L         | 17  | The House of the Dead 4                                     | PSN                                        |
| A B R I L         | 17  | Insanely Twisted Shadow Planet                              | Win                                        |
| A B R I L         | 17  | StarDrone Extreme                                           | PSVita                                     |
| A B R I L         | 17  | The Witcher 2: Assassins of Kings Enhanced Edition          | X360                                       |
| A B R I L         | 18  | Trials Evolution                                            | XBLA                                       |
| A B R I L         | 20  | Blades of Time                                              | Win, Mac                                   |
| A B R I L         | 20  | The Darkness II                                             | Mac                                        |
| A B R I L         | 23  | Serious Sam 3: BFE                                          | Mac                                        |
| A B R I L         | 24  | Prototype 2                                                 | PS3, X360                                  |
| A B R I L         | 24  | UEFA Euro 2012                                              | Win, PS3, X360                             |
| A B R I L         | 25  | The Walking Dead: Episode 1 – A New Day                     | Win, PSN, Mac, iOS                         |
| A B R I L         | 26  | Deus Ex: Human Revolution Ultimate Edition                  | Mac                                        |
| A B R I L         | 27  | Binary Domain                                               | Win                                        |
| A B R I L         | 27  | Risen 2: Dark Waters                                        | Win                                        |
| A B R I L         | 27  | The Walking Dead: Episode 1 – A New Day                     | XBLA                                       |
| M A I O           | 1   | The Exiled Realm of Arborea                                 | Win                                        |
| M A I O           | 1   | Sniper Elite V2                                             | Win, PS3, X360                             |
| M A I O           | 1   | The Legend of Dragoon                                       | PSN                                        |
| M A I O           | 1   | Mortal Kombat: Komplete Edition                             | PSVita                                     |
| M A I O           | 2   | Fable Heroes                                                | XBLA                                       |
| M A I O           | 3   | Nexuiz                                                      | Win                                        |
| M A I O           | 8   | Starhawk                                                    | PS3                                        |
| M A I O           | 8   | Tomb of the Lost Queen                                      | Win, Mac                                   |
| M A I O           | 9   | Minecraft                                                   | XBLA                                       |
| M A I O           | 11  | Street Fighter X Tekken                                     | Win                                        |
| M A I O           | 13  | Soul Sacrifice                                              | PSVita                                     |
| M A I O           | 15  | Battleship                                                  | PS3, X360, NDS, 3DS                        |
| M A I O           | 15  | Diablo III                                                  | Win, Mac                                   |
| M A I O           | 15  | Game of Thrones                                             | Win, PS3, X360                             |
| M A I O           | 15  | Max Payne 3                                                 | PS3, X360                                  |
| M A I O           | 15  | PixelJunk 4am                                               | PSN                                        |
| M A I O           | 15  | Sonic the Hedgehog 4: Episode II                            | Win, PSN                                   |
| M A I O           | 16  | Sonic the Hedgehog 4: Episode II                            | XBLA                                       |
| M A I O           | 17  | Sonic the Hedgehog 4: Episode II                            | iOS                                        |
| M A I O           | 18  | Dragon's Lair                                               | XBLA                                       |
| M A I O           | 18  | Resident Evil: Operation Raccoon City                       | Win                                        |
| M A I O           | 20  | Mario Tennis Open                                           | 3DS                                        |
| M A I O           | 22  | Alan Wake's American Nightmare                              | Win                                        |
| M A I O           | 22  | Dragon's Dogma                                              | PS3, X360                                  |
| M A I O           | 22  | MIB: Alien Crisis                                           | PS3, X360, Wii                             |
| M A I O           | 22  | Sorcery                                                     | PS3                                        |
| M A I O           | 22  | Table Top Tanks                                             | PSVita                                     |
| M A I O           | 22  | Tom Clancy's Ghost Recon: Future Soldier                    | PS3, X360                                  |
| M A I O           | 23  | Dirt: Showdown                                              | Win                                        |
| M A I O           | 23  | Doctor Who: The Eternity Clock                              | PSN                                        |
| M A I O           | 24  | Pastry Panic                                                | iOS                                        |
| M A I O           | 28  | The Binding of Isaac: Wrath of the Lamb                     | Win, Mac                                   |
| M A I O           | 29  | Resistance: Burning Skies                                   | PSVita                                     |
| M A I O           | 29  | Ys Origin                                                   | Win                                        |
| J U N H O         | 1   | Max Payne 3                                                 | Win                                        |
| J U N H O         | 5   | Inversion                                                   | PS3, X360                                  |
| J U N H O         | 5   | Rayman Origins                                              | 3DS                                        |
| J U N H O         | 10  | Pikmin 2                                                    | Wii                                        |
| J U N H O         | 12  | Dirt: Showdown                                              | PS3, X360                                  |
| J U N H O         | 12  | Gravity Rush                                                | PSVita                                     |
| J U N H O         | 12  | Metal Gear Solid HD Collection                              | PSVita                                     |
| J U N H O         | 12  | Gungnir                                                     | PSP                                        |
| J U N H O         | 12  | Lollipop Chainsaw                                           | PS3, X360                                  |
| J U N H O         | 12  | Sins of a Solar Empire: Rebellion                           | Win                                        |
| J U N H O         | 13  | Doctor Who: The Eternity Clock                              | PSVita                                     |
| J U N H O         | 14  | Pocket Planes                                               | iOS                                        |
| J U N H O         | 17  | Heroes of Ruin                                              | 3DS                                        |
| J U N H O         | 18  | Pokémon Conquest                                            | NDS                                        |
| J U N H O         | 19  | Brave: The Video Game                                       | Win, PS3, X360, Wii, PSVita, NDS, 3DS      |
| J U N H O         | 19  | Civilization V: Gods & Kings                                | Win, Mac                                   |
| J U N H O         | 19  | Lego Batman 2: DC Super Heroes                              | Win, PS3, X360, Wii, PSVita, 3DS           |
| J U N H O         | 19  | Magicka: The Other Side of the Coin                         | Win                                        |
| J U N H O         | 19  | Steel Battalion: Heavy Armor                                | X360                                       |
| J U N H O         | 19  | Tomba!                                                      | PSN                                        |
| J U N H O         | 20  | Magic: The Gathering – Duels of the Planeswalkers 2013      | Win, PSN, XBLA, iOS                        |
| J U N H O         | 21  | Quantum Conundrum                                           | Win                                        |
| J U N H O         | 25  | Penny Arcade Adventures - Episode 3                         | Win, Mac                                   |
| J U N H O         | 26  | The Amazing Spider-Man                                      | PS3, X360, Wii, 3DS                        |
| J U N H O         | 26  | London 2012                                                 | Win, PS3, X360                             |
| J U N H O         | 26  | Spec Ops: The Line                                          | Win, PS3, X360                             |
| J U N H O         | 26  | Tom Clancy's Ghost Recon: Future Soldier                    | Win                                        |
| J U N H O         | 26  | Unchained Blades                                            | PSP                                        |
| J U N H O         | 27  | Record of Agarest War 2                                     | PS3                                        |
| J U N H O         | 27  | The Walking Dead: Episode 2 – Starved for Help              | Win, Mac, PSN, XBLA, iOS                   |
| J U N H O         | 27  | Final Fantasy III                                           | Android                                    |
| J U N H O         | 29  | Mini Ninjas Adventures                                      | XBLA                                       |
| J U L H O         | 3   | Test Drive: Ferrari Racing Legends                          | PS3, X360                                  |
| J U L H O         | 3   | The Secret World                                            | Win                                        |
| J U L H O         | 3   | Theatrhythm Final Fantasy                                   | 3DS                                        |
| J U L H O         | 4   | Spelunky                                                    | XBLA                                       |
| J U L H O         | 10  | NCAA Football 13                                            | PS3, X360                                  |
| J U L H O         | 10  | Quantum Conundrum                                           | PSN                                        |
| J U L H O         | 10  | Rhythm Thief & the Emperor's Treasure                       | 3DS                                        |
| J U L H O         | 11  | Quantum Conundrum                                           | XBLA                                       |
| J U L H O         | 12  | AFL Live: Game of the Year Edition                          | Win, PS3, X360                             |
| J U L H O         | 12  | Tiny Wings 2                                                | iOS                                        |
| J U L H O         | 17  | Heroes of Ruin                                              | 3DS                                        |
| J U L H O         | 17  | Dyad                                                        | PSN                                        |
| J U L H O         | 18  | Tony Hawk's Pro Skater HD                                   | XBLA                                       |
| J U L H O         | 19  | Fieldrunners 2                                              | iOS                                        |
| J U L H O         | 24  | Prototype 2                                                 | Win                                        |
| J U L H O         | 25  | Wreckateer                                                  | XBLA                                       |
| J U L H O         | 27  | Inversion                                                   | Win                                        |
| J U L H O         | 28  | Warsow                                                      | Win, Mac, Linux                            |
| J U L H O         | 30  | Orcs Must Die! 2                                            | Win                                        |
| J U L H O         | 31  | Kingdom Hearts 3D: Dream Drop Distance                      | 3DS                                        |
| J U L H O         | 31  | Risen 2: Dark Waters                                        | PS3, X360                                  |
| J U L H O         | 31  | Growlanser Wayfarer of Time                                 | PSP                                        |
| A G O S T O       | 1   | Deadlight                                                   | XBLA                                       |
| A G O S T O       | 7   | Persona 4 Arena                                             | PS3, X360                                  |
| A G O S T O       | 7   | Sound Shapes                                                | PSN                                        |
| A G O S T O       | 8   | Hybrid                                                      | XBLA                                       |
| A G O S T O       | 10  | The Amazing Spider-Man                                      | Win                                        |
| A G O S T O       | 13  | Sanctum                                                     | Mac                                        |
| A G O S T O       | 13  | Iron Brigade                                                | Win                                        |
| A G O S T O       | 14  | Darksiders II                                               | Win, PS3, X360                             |
| A G O S T O       | 14  | The Last Story                                              | Wii                                        |
| A G O S T O       | 14  | Papo & Yo                                                   | PSN                                        |
| A G O S T O       | 14  | Sleeping Dogs                                               | Win, PS3, X360                             |
| A G O S T O       | 15  | Dust: An Elysian Tail                                       | XBLA                                       |
| A G O S T O       | 15  | Tales from Space: Mutant Blobs Attack                       | Win                                        |
| A G O S T O       | 19  | New Super Mario Bros. 2                                     | 3DS                                        |
| A G O S T O       | 21  | Counter-Strike: Global Offensive                            | Win, PSN, XBLA, Mac                        |
| A G O S T O       | 21  | The Expendables 2 Video game                                | Win, PSN, XBLA                             |
| A G O S T O       | 21  | Jojo's Bizarre Adventure HD                                 | PSN                                        |
| A G O S T O       | 21  | Retro/Grade                                                 | PSN                                        |
| A G O S T O       | 21  | Transformers: Fall of Cybertron                             | Win, PS3, X360                             |
| A G O S T O       | 21  | Way of the Samurai 4                                        | PSN                                        |
| A G O S T O       | 22  | Jojo's Bizarre Adventure HD                                 | XBLA                                       |
| A G O S T O       | 24  | Dark Souls: Prepare to Die Edition                          | Win                                        |
| A G O S T O       | 28  | God of War Saga                                             | PS3                                        |
| A G O S T O       | 28  | Guild Wars 2                                                | Win                                        |
| A G O S T O       | 28  | Madden NFL 13                                               | PS3, X360, Wii, PSVita                     |
| A G O S T O       | 28  | Ratchet & Clank Collection                                  | PS3                                        |
| A G O S T O       | 28  | Rock Band Blitz                                             | PSN                                        |
| A G O S T O       | 28  | Tony Hawk's Pro Skater HD                                   | PSN                                        |
| A G O S T O       | 28  | The Walking Dead: Episode 3 – Long Road Ahead               | PSN                                        |
| A G O S T O       | 29  | Rock Band Blitz                                             | XBLA                                       |
| A G O S T O       | 29  | The Walking Dead: Episode 3 – Long Road Ahead               | Win, XBLA                                  |
| A G O S T O       | 30  | Mutant Mudds                                                | Win                                        |
| A G O S T O       | 30  | Snapshot                                                    | Win                                        |
| A G O S T O       | 31  | Cypher                                                      | Win, Mac                                   |
| A G O S T O       | 31  | Final Fantasy Dimensions                                    | iOS, Android                               |
| S E T E M B R O   | 3   | Sacred Gold                                                 | Linux                                      |
| S E T E M B R O   | 4   | Zen Pinball 2                                               | PSN                                        |
| S E T E M B R O   | 6   | Trine 2: Goblin Menace                                      | Win, Mac                                   |
| S E T E M B R O   | 6   | I Am Alive                                                  | Win                                        |
| S E T E M B R O   | 7   | Closure                                                     | Win, Mac                                   |
| S E T E M B R O   | 7   | Mark of the Ninja                                           | XBLA                                       |
| S E T E M B R O   | 11  | Anomaly: Warzone Earth                                      | PSN                                        |
| S E T E M B R O   | 11  | Double Dragon Neon                                          | PSN                                        |
| S E T E M B R O   | 11  | NBA Baller Beats                                            | X360                                       |
| S E T E M B R O   | 11  | NHL 13                                                      | PS3, X360                                  |
| S E T E M B R O   | 11  | Tekken Tag Tournament 2                                     | PS3, X360                                  |
| S E T E M B R O   | 12  | Double Dragon Neon                                          | XBLA                                       |
| S E T E M B R O   | 13  | Prince of Persia Classic                                    | Android                                    |
| S E T E M B R O   | 13  | Fractured Soul                                              | 3DS                                        |
| S E T E M B R O   | 14  | Black Mesa                                                  | Win                                        |
| S E T E M B R O   | 14  | FTL: Faster Than Light                                      | Win, Linux, Mac                            |
| S E T E M B R O   | 14  | Joe Danger 2: The Movie                                     | XBLA                                       |
| S E T E M B R O   | 16  | Kirby's Dream Collection: Special Edition                   | Wii                                        |
| S E T E M B R O   | 18  | Borderlands 2                                               | Win, PS3, X360                             |
| S E T E M B R O   | 18  | F1 2012                                                     | Win, PS3, X360                             |
| S E T E M B R O   | 18  | Jet Set Radio HD                                            | PSN                                        |
| S E T E M B R O   | 18  | Tony Hawk's Pro Skater HD                                   | Win                                        |
| S E T E M B R O   | 19  | Jet Set Radio HD                                            | Win, XBLA                                  |
| S E T E M B R O   | 20  | Rayman Jungle Run                                           | iOS, Android                               |
| S E T E M B R O   | 20  | Torchlight II                                               | Win, Mac                                   |
| S E T E M B R O   | 22  | Pocket Planes                                               | Android                                    |
| S E T E M B R O   | 25  | Angry Birds Trilogy                                         | X360, PS3, 3DS                             |
| S E T E M B R O   | 25  | Dead or Alive 5                                             | PS3, X360                                  |
| S E T E M B R O   | 25  | FIFA 13                                                     | Win, PS3, X360, Wii, PSVita, PSP, PS2, iOS |
| S E T E M B R O   | 25  | Grand Theft Auto III                                        | PSN                                        |
| S E T E M B R O   | 25  | LittleBigPlanet PS Vita                                     | PSVita                                     |
| S E T E M B R O   | 25  | Marvel vs. Capcom Origins                                   | PSN                                        |
| S E T E M B R O   | 25  | One Piece: Pirate Warriors                                  | PS3                                        |
| S E T E M B R O   | 25  | Pro Evolution Soccer 2013                                   | Win, PS3, X360                             |
| S E T E M B R O   | 25  | The Testament of Sherlock Holmes                            | Win, PS3, X360                             |
| S E T E M B R O   | 25  | Tokyo Jungle                                                | PSN                                        |
| S E T E M B R O   | 25  | World of Warcraft: Mists of Pandaria                        | Win, Mac                                   |
| S E T E M B R O   | 25  | Yumby Toss                                                  | iOS                                        |
| S E T E M B R O   | 26  | Castle Crashers                                             | Win                                        |
| S E T E M B R O   | 26  | Marvel vs. Capcom Origins                                   | XBLA                                       |
| S E T E M B R O   | 27  | Bad Piggies                                                 | iOS, Android, Win, Mac                     |
| S E T E M B R O   | 27  | Half-Minute Hero                                            | Win                                        |
| O U T U B R O     | 2   | Carrier Command: Gaea Mission                               | Win, X360                                  |
| O U T U B R O     | 2   | NBA 2K13                                                    | Win, X360, PS3, PSP, Wii                   |
| O U T U B R O     | 2   | Nights into Dreams HD                                       | PSN                                        |
| O U T U B R O     | 2   | Resident Evil 6                                             | PS3, X360                                  |
| O U T U B R O     | 2   | Sonic Adventure 2                                           | PSN                                        |
| O U T U B R O     | 2   | War of the Roses                                            | Win                                        |
| O U T U B R O     | 2   | Port Royale 3                                               | PS3                                        |
| O U T U B R O     | 5   | Nights into Dreams HD                                       | XBLA                                       |
| O U T U B R O     | 5   | Sonic Adventure 2                                           | XBLA                                       |
| O U T U B R O     | 7   | Pokémon Black 2 and White 2                                 | NDS                                        |
| O U T U B R O     | 9   | Code of Princess                                            | 3DS                                        |
| O U T U B R O     | 9   | Dishonored                                                  | Win, PS3, X360                             |
| O U T U B R O     | 9   | Dragon Ball Z: For Kinect                                   | X360                                       |
| O U T U B R O     | 9   | Fable: The Journey                                          | X360                                       |
| O U T U B R O     | 9   | The Walking Dead: Episode 4 – Around Every Corner           | PSN                                        |
| O U T U B R O     | 9   | Joe Danger 2: The Movie                                     | PSN                                        |
| O U T U B R O     | 9   | Just Dance 4                                                | Wii, PS3, X360                             |
| O U T U B R O     | 9   | Machinarium                                                 | PS3                                        |
| O U T U B R O     | 9   | Retro City Rampage                                          | PSN, Win                                   |
| O U T U B R O     | 9   | XCOM: Enemy Unknown                                         | Win, PS3, X360                             |
| O U T U B R O     | 10  | Chaos Rings                                                 | Android                                    |
| O U T U B R O     | 10  | The Walking Dead: Episode 4 – Around Every Corner           | Win, XBLA                                  |
| O U T U B R O     | 10  | Naughty Bear: Panic in Paradise                             | PSN, XBLA                                  |
| O U T U B R O     | 11  | Of Orcs and Men                                             | Win, PS3, X360                             |
| O U T U B R O     | 15  | The Lord of the Rings Online: Riders of Rohan               | Win                                        |
| O U T U B R O     | 16  | 007 Legends                                                 | PS3, X360                                  |
| O U T U B R O     | 16  | Chivalry: Medieval Warfare                                  | Win                                        |
| O U T U B R O     | 16  | Dance Central 3                                             | X360                                       |
| O U T U B R O     | 16  | Doom 3: BFG Edition                                         | Win, X360, PS3                             |
| O U T U B R O     | 16  | Dragon Ball Z For Kinect                                    | X360                                       |
| O U T U B R O     | 16  | Mark of the Ninja                                           | Win                                        |
| O U T U B R O     | 16  | Rocksmith                                                   | Win                                        |
| O U T U B R O     | 16  | RollerCoaster Tycoon 3D                                     | 3DS                                        |
| O U T U B R O     | 16  | Silent Hill: Book of Memories                               | PSVita                                     |
| O U T U B R O     | 17  | Carmageddon                                                 | iOS                                        |
| O U T U B R O     | 17  | Serious Sam 3: BFE                                          | XBLA                                       |
| O U T U B R O     | 17  | Viking: Battle for Asgard                                   | Win                                        |
| O U T U B R O     | 18  | Sonic Jump                                                  | iOS                                        |
| O U T U B R O     | 18  | The Witcher 2: Assassins of Kings                           | Mac                                        |
| O U T U B R O     | 19  | Euro Truck Simulator 2                                      | Win                                        |
| O U T U B R O     | 21  | Michael Jackson: The Experience                             | Mac                                        |
| O U T U B R O     | 21  | Skylanders: Giants                                          | PS3, X360, Wii, 3DS                        |
| O U T U B R O     | 23  | A Game of Dwarves                                           | Win                                        |
| O U T U B R O     | 23  | Elemental: Fallen Enchantress                               | Win                                        |
| O U T U B R O     | 23  | Forza Horizon                                               | X360                                       |
| O U T U B R O     | 23  | Giana Sisters: Twisted Dreams                               | Win                                        |
| O U T U B R O     | 23  | Hotline Miami                                               | Win                                        |
| O U T U B R O     | 23  | Killzone HD                                                 | PSN                                        |
| O U T U B R O     | 23  | Medal of Honor: Warfighter                                  | Win, PS3, X360                             |
| O U T U B R O     | 23  | Street Fighter X Tekken                                     | PSVita                                     |
| O U T U B R O     | 23  | The Unfinished Swan                                         | PSN                                        |
| O U T U B R O     | 23  | Zero Escape: Virtue's Last Reward                           | 3DS, PSVita                                |
| O U T U B R O     | 25  | Deadlight                                                   | Win                                        |
| O U T U B R O     | 25  | The Fool and His Money                                      | Win, Mac                                   |
| O U T U B R O     | 28  | Professor Layton and the Miracle Mask                       | 3DS                                        |
| O U T U B R O     | 29  | Guns of Icarus Online                                       | Win, Mac                                   |
| O U T U B R O     | 29  | Primal Carnage                                              | Win                                        |
| O U T U B R O     | 30  | Assassin's Creed III                                        | PS3, X360                                  |
| O U T U B R O     | 30  | Assassin's Creed III: Liberation                            | PSVita                                     |
| O U T U B R O     | 30  | LEGO The Lord of the Rings: The Video Game                  | PSVita, 3DS, NDS                           |
| O U T U B R O     | 30  | Marvel Avengers: Battle for Earth                           | X360                                       |
| O U T U B R O     | 30  | Need for Speed: Most Wanted                                 | Win, X360, PS3, PSVita, iOS, Android       |
| O U T U B R O     | 30  | Nike+ Kinect Training                                       | X360                                       |
| O U T U B R O     | 30  | Ōkami HD                                                    | PSN                                        |
| O U T U B R O     | 30  | Sports Champions 2                                          | PS3                                        |
| O U T U B R O     | 30  | Transformers: Prime – The Game                              | Wii, NDS, 3DS                              |
| O U T U B R O     | 30  | WWE '13                                                     | PS3, X360, Wii                             |
| O U T U B R O     | 30  | Zone of the Enders HD Collection                            | PS3, X360                                  |
| O U T U B R O     | 31  | Natural Selection 2                                         | Win                                        |
| O U T U B R O     | 31  | Painkiller: Hell & Damnation                                | Win                                        |
| O U T U B R O     | 31  | Pid                                                         | Win, Mac, XBLA, PSN                        |
| N O V E M B R O   | 2   | 007 Legends                                                 | Win                                        |
| N O V E M B R O   | 2   | Football Manager 2013                                       | Win, Mac                                   |
| N O V E M B R O   | 6   | Dragon Ball Z Budokai: HD Collection                        | PS3, X360                                  |
| N O V E M B R O   | 6   | Halo 4                                                      | X360                                       |
| N O V E M B R O   | 6   | Harvest Moon: A New Beginning                               | 3DS                                        |
| N O V E M B R O   | 6   | LittleBigPlanet Karting                                     | PS3                                        |
| N O V E M B R O   | 6   | Pro Evolution Soccer 2013                                   | Wii, PS2, PSP                              |
| N O V E M B R O   | 6   | Rayman Origins                                              | 3DS                                        |
| N O V E M B R O   | 8   | Angry Birds Star Wars                                       | Win, Mac, iOS, Android                     |
| N O V E M B R O   | 9   | Sine Mora                                                   | Win                                        |
| N O V E M B R O   | 11  | Paper Mario: Sticker Star                                   | 3DS                                        |
| N O V E M B R O   | 13  | Call of Duty: Black Ops II                                  | Win, PS3, X360                             |
| N O V E M B R O   | 13  | Call of Duty: Black Ops: Declassified                       | PSVita                                     |
| N O V E M B R O   | 13  | F1 Race Stars                                               | Win, PS3, X360                             |
| N O V E M B R O   | 13  | Lego The Lord of the Rings: The Video Game                  | Win, PS3, X360, Wii                        |
| N O V E M B R O   | 13  | Rift: Storm Legion                                          | Win                                        |
| N O V E M B R O   | 13  | Scribblenauts Unlimited                                     | 3DS                                        |
| N O V E M B R O   | 13  | Wonderbook: Book of Spells                                  | PS3                                        |
| N O V E M B R O   | 18  | Assassin's Creed III                                        | WiiU                                       |
| N O V E M B R O   | 18  | Batman: Arkham City Armored Edition                         | WiiU                                       |
| N O V E M B R O   | 18  | Call of Duty: Black Ops II                                  | WiiU                                       |
| N O V E M B R O   | 18  | Chasing Aurora                                              | WiiU                                       |
| N O V E M B R O   | 18  | Darksiders II                                               | WiiU                                       |
| N O V E M B R O   | 18  | Epic Mickey: Power of Illusion                              | 3DS                                        |
| N O V E M B R O   | 18  | Epic Mickey 2: The Power of Two                             | PS3, X360, Wii, WiiU                       |
| N O V E M B R O   | 18  | FIFA Soccer 13                                              | WiiU                                       |
| N O V E M B R O   | 18  | Game Party Champions                                        | WiiU                                       |
| N O V E M B R O   | 18  | Just Dance 4                                                | WiiU                                       |
| N O V E M B R O   | 18  | Little Inferno                                              | WiiU                                       |
| N O V E M B R O   | 18  | Marvel Avengers: Battle for Earth                           | WiiU                                       |
| N O V E M B R O   | 18  | Mighty Switch Force! Hyper Drive Edition                    | WiiU                                       |
| N O V E M B R O   | 18  | Nano Assault Neo                                            | WiiU                                       |
| N O V E M B R O   | 18  | New Super Mario Bros. U                                     | WiiU                                       |
| N O V E M B R O   | 18  | Ninja Gaiden 3: Razor's Edge                                | WiiU                                       |
| N O V E M B R O   | 18  | Nintendo Land                                               | WiiU                                       |
| N O V E M B R O   | 18  | Rabbids Land                                                | WiiU                                       |
| N O V E M B R O   | 18  | Scribblenauts Unlimited                                     | WiiU                                       |
| N O V E M B R O   | 18  | Sing Party                                                  | WiiU                                       |
| N O V E M B R O   | 18  | Skylanders: Giants                                          | WiiU                                       |
| N O V E M B R O   | 18  | Sonic & All-Stars Racing Transformed                        | WiiU, PS3, X360                            |
| N O V E M B R O   | 18  | Tekken Tag Tournament 2                                     | WiiU                                       |
| N O V E M B R O   | 18  | Transformers: Prime – The Game                              | WiiU                                       |
| N O V E M B R O   | 18  | Trine 2: Director's Cut                                     | WiiU                                       |
| N O V E M B R O   | 18  | Warriors Orochi 3: Hyper                                    | WiiU                                       |
| N O V E M B R O   | 18  | Wipeout: The Game 3                                         | WiiU                                       |
| N O V E M B R O   | 18  | Your Shape: Fitness Evolved 2013                            | WiiU                                       |
| N O V E M B R O   | 18  | ZombiU                                                      | WiiU                                       |
| N O V E M B R O   | 19  | Little Inferno                                              | Win                                        |
| N O V E M B R O   | 19  | Scribblenauts Unlimited                                     | Win                                        |
| N O V E M B R O   | 19  | Sonic Adventure 2                                           | Win                                        |
| N O V E M B R O   | 20  | Adventure Time: Hey Ice King! Why'd You Steal Our Garbage?! | 3DS, NDS                                   |
| N O V E M B R O   | 20  | Assassin's Creed III                                        | Win                                        |
| N O V E M B R O   | 20  | Borderlands 2                                               | Mac                                        |
| N O V E M B R O   | 20  | Family Guy: Back to the Multiverse                          | Win, PS3, X360                             |
| N O V E M B R O   | 20  | Hitman: Absolution                                          | Win, PS3, X360                             |
| N O V E M B R O   | 20  | Jet Set Radio HD                                            | PSVita                                     |
| N O V E M B R O   | 20  | Persona 4: Golden                                           | PSVita                                     |
| N O V E M B R O   | 20  | PlanetSide 2                                                | Win                                        |
| N O V E M B R O   | 20  | PlayStation All-Stars Battle Royale                         | PS3, PSVita                                |
| N O V E M B R O   | 20  | Rise of the Guardians: The Video Game                       | PS3, X360, Wii, WiiU, 3DS, NDS             |
| N O V E M B R O   | 20  | Scribblenauts Unlimited                                     | Win                                        |
| N O V E M B R O   | 20  | Sine Mora                                                   | PSN, PSVita                                |
| N O V E M B R O   | 20  | The Walking Dead: Episode 5 – No Time Left                  | PS3                                        |
| N O V E M B R O   | 21  | The Walking Dead: Episode 5 - No Time Left                  | Win, X360, Mac, iOS                        |
| N O V E M B R O   | 27  | Fighting Vipers                                             | PSN                                        |
| N O V E M B R O   | 27  | Ratchet & Clank: Full Frontal Assault                       | PSN, PSVita                                |
| N O V E M B R O   | 27  | Sonic the Fighters                                          | PSN                                        |
| N O V E M B R O   | 27  | Super Hexagon                                               | Win, Mac                                   |
| N O V E M B R O   | 27  | Virtua Fighter 2                                            | PSN                                        |
| N O V E M B R O   | 28  | Baldur's Gate: Enhanced Edition                             | Win                                        |
| N O V E M B R O   | 28  | Fighting Vipers                                             | XBLA                                       |
| N O V E M B R O   | 28  | Miner Wars 2081                                             | Win                                        |
| N O V E M B R O   | 28  | Sonic the Fighters                                          | XBLA                                       |
| N O V E M B R O   | 28  | Virtua Fighter 2                                            | XBLA                                       |
| N O V E M B R O   | 28  | Under Defeat HD                                             | PS3                                        |
| N O V E M B R O   | 28  | Stealth Bastard Deluxe                                      | Win                                        |
| N O V E M B R O   | 29  | Jet Set Radio HD                                            | iOS, Android                               |
| D E Z E M B R O   | 4   | Eve Online: Retribution                                     | Win                                        |
| D E Z E M B R O   | 4   | Far Cry 3                                                   | Win, PS3, X360                             |
| D E Z E M B R O   | 4   | Guardians of Middle-earth                                   | PSN, XBLA                                  |
| D E Z E M B R O   | 4   | Guilty Gear XX Λ Core Plus                                  | PSN                                        |
| D E Z E M B R O   | 4   | Uncharted: Fight For Fortune                                | PSVita                                     |
| D E Z E M B R O   | 6   | Grand Theft Auto: Vice City                                 | iOS                                        |
| D E Z E M B R O   | 6   | Modern Combat 4: Zero Hour                                  | iOS, Android                               |
| D E Z E M B R O   | 6   | Mutant Mudds                                                | iOS                                        |
| D E Z E M B R O   | 7   | Awesomenauts                                                | Mac                                        |
| D E Z E M B R O   | 7   | Baldur's Gate: Enhanced Edition                             | iOS                                        |
| D E Z E M B R O   | 9   | The Snowman and the Snowdog                                 | iOS, Android                               |
| D E Z E M B R O   | 10  | Test Drive: Ferrari Racing Legends                          | Win                                        |
| D E Z E M B R O   | 11  | 007 Legends                                                 | WiiU                                       |
| D E Z E M B R O   | 11  | Black Knight Sword                                          | PSN                                        |
| D E Z E M B R O   | 11  | Grand Theft Auto: San Andreas                               | PSN                                        |
| D E Z E M B R O   | 12  | Black Knight Sword                                          | XBLA                                       |
| D E Z E M B R O   | 12  | Grand Theft Auto: Vice City                                 | Android                                    |
| D E Z E M B R O   | 13  | Batman: Arkham City Game of the Year Edition                | Mac                                        |
| D E Z E M B R O   | 15  | Yumby Toss                                                  | Android                                    |
| D E Z E M B R O   | 17  | Nights into Dreams HD                                       | Win                                        |
| D E Z E M B R O   | 17  | Q.U.B.E.                                                    | Mac                                        |
| D E Z E M B R O   | 17  | Street Fighter X Mega Man                                   | Win                                        |
| D E Z E M B R O   | 17  | The War Z                                                   | Win                                        |
| D E Z E M B R O   | 18  | Karateka                                                    | PS3                                        |
| D E Z E M B R O   | 18  | Kinect Party                                                | XBLA                                       |
| D E Z E M B R O   | 18  | Knytt Underground                                           | PS3, PSVita                                |
| D E Z E M B R O   | 18  | Oddworld: Stranger's Wrath                                  | PSVita                                     |
| D E Z E M B R O   | 18  | Sonic & All-Stars Racing Transformed                        | PSVita                                     |
| D E Z E M B R O   | 20  | F1 2012                                                     | Mac                                        |
| D E Z E M B R O   | 20  | Final Fantasy IV                                            | iOS                                        |
| D E Z E M B R O   | 21  | Sonic Jump                                                  | Android                                    |

## Jogos mais bem avaliados pela crítica (Metacritic)
| Posição | Título               | Desenvolvedora     | Publicadora                 | Plataforma avaliada | Lançamento       | Nota média | Referência |
| ------- | -------------------- | ------------------ | --------------------------- | ------------------- | ---------------- | ---------- | ---------- |
| 1       | The Walking Dead     | Telltale Games     | Telltale Games              | PlayStation 3       | Ao longo de 2012 | 94         | [ 2 ]      |
| 2       | Persona 4 Golden     | Atlus              | Atlus                       | PlayStation Vita    | 20 de novembro   | 93         | [ 3 ]      |
| 3       | Mass Effect 3        | BioWare            | Electronic Arts             | Xbox 360            | 6 de março       | 93         | [ 4 ]      |
| 4       | Journey              | Thatgamecompany    | Sony Computer Entertainment | PlayStation 3       | 13 de março      | 92         | [ 5 ]      |
| 5       | Xenoblade Chronicles | Monolith Soft      | Nintendo                    | Wii                 | 6 de abril       | 92         | [ 6 ]      |
| 6       | Dishonored           | Arkane Studios     | Bethesda Softworks          | PC                  | 9 de outubro     | 91         | [ 7 ]      |
| 7       | Mark of the Ninja    | Klei Entertainment | Microsoft Game Studios      | PC                  | 16 de outubro    | 91         | [ 8 ]      |
| 8       | Borderlands 2        | Gearbox Software   | 2K Games                    | PlayStation 3       | 18 de setembro   | 91         | [ 9 ]      |
| 9       | Far Cry 3            | Ubisoft Montreal   | Ubisoft                     | Xbox 360            | 4 de dezembro    | 91         | [ 10 ]     |
| 10      | Trials Evolution     | RedLynx            | Microsoft Game Studios      | Xbox 360            | 18 de abril      | 90         | [ 11 ]     |